# Estado Soberano de Panamá
El Estado Soberano de Panamá fue una división administrativa y territorial de los Estados Unidos de Colombia. El ente territorial, creado el 27 de febrero de 1855 con el nombre de Estado Federal de Panamá, a partir de la unión de las provincias neogranadinas de Azuero, Chiriquí, Panamá y Veraguas, fue oficialmente reconocido como Estado de la Federación en la constitución nacional de 1858, y finalmente denominado Soberano en las constituciones nacional y estatal de 1863. El estado subsistió hasta el 7 de septiembre de 1886 cuando entra en rigor la Constitución política colombiana de 1886 y pasa a llamarse Departamento de Panamá.

## Historia
Fue el primer estado en formarse dentro de la unión colombiana, debido a los deseos autonomistas de diferentes regiones (particularmente por las provincias del Istmo), quienes exigían un estatuto de autonomía.

## Geografía

### Límites
Panamá limitaba al norte con el océano Atlántico, al este con el estado del Cauca, al sur con el océano Pacífico y al oeste con la república de Costa Rica. Estos límites eran semejantes a los que posee la República de Panamá en la actualidad. Los límites particulares eran:
- Con el Cauca: del cabo Tiburón a las cabeceras del río La Miel, y siguiendo la cordillera por el cerro de Gandi a la sierra de Churgangún y de Malí, a bajar por el cerro de Nique al alto de Aspavé y de allí a un punto sobre el Pacífico, entre las puntas Cocalito y Ardita.
- Con Costa Rica: desde la desembocadura del río Culebras o Dorado en el Atlántico, siguiendo el curso de este río, hasta su nacimiento en la cordillera de Talamanca; de aquí descendiendo por un ramal denominado cordillera de las Cruces, hasta encontrar las cabeceras del río Golfito; y por el cauce de este río hasta su entrada en el Golfo Dulce en el océano Pacífico.

En la actualidad, el territorio que antes correspondía al Estado Soberano de Panamá, pertenece en su mayoría a la República de Panamá, separado de Colombia desde 1903, y además el extremo sur de Costa Rica (Talamanca y extremo oriental de Puntarenas).

### Divisiones administrativas
El Estado en un principio quedó dividido en las mismas provincias que lo crearon en 1855:
- Panamá (capital: Panamá).

Provincias del Estado Federal de Panamá (República de Nueva Granada), en 1855.

- Azuero (capital: La Villa de Los Santos).
- Chiriquí (capital: David).
- Veraguas (capital: Santiago).

El 9 de marzo del mismo año la provincia de Azuero fue suprimida y su territorio repartido entre las de Panamá y Chiriquí.
Por medio de la ley del 15 de julio de 1855, el Estado quedó dividido en 7 departamentos:
- Coclé (capital: Natá).
- Colón (capital: Colón).
- Chiriquí (capital: David).
- Fábrega (capital: Santiago).
- Herrera (capital: Pesé).

Departamentos del Estado Federal de Panamá (República de Nueva Granada), en 1856.

Departamentos del Estado Federal de Panamá (Confederación Granadina), en 1858.

- Los Santos (capital: La Villa de Los Santos).
- Panamá (capital: Panamá).

Debido a problemas administrativos, en 1858 el departamento de Coclé fue subdividido en los de Natá y de Soto, situación que se revirtió en 1860.
Más tarde, durante la administración de José Leonardo Calancha (1864), se redujo el número de departamentos a 6:
- Coclé (capital Penonomé).
- Colón (capital Colón).
- Chiriquí (capital David).

Departamentos del Estado Soberano de Panamá, en 1870.

- Los Santos (capital La Villa de Los Santos).
- Panamá (capital Panamá).
- Veraguas (capital San Francisco de la Montaña).

### Comarcas
Dentro del territorio del estado existían 4 comarcas, de administración especial:
- Balboa (capital San Miguel).
- Bocas del Toro (capital Bocas del Toro).
- Darién (capital Yaviza).
- Tulenega (capital El Porvenir).